# Ulia Ulia
Ulia Ulia (ur. 13 czerwca 1980 w Apii) – samoański rugbysta grający w trzeciej linii młyna, reprezentant kraju, uczestnik Pucharu Świata w Rugby 2007.
Występował w samoańskim klubie Marist St Joseph's, zaś w marcu 2006 roku podpisał dwuipółletni kontrakt z Bristol Rugby.
Został powołany na Puchar Świata w Rugby 2007, podczas którego wystąpił w dwóch spotkaniach. W ciągu czterech lat występów w reprezentacji kraju wystąpił łącznie w jedenastu oficjalnych meczach międzypaństwowych jedyne punkty w kadrze zdobywając z przyłożenia. Dodatkowo był kapitanem Manu Samoa w spotkaniu z Western Force.